# Храм Преображения Господня (Красноярск)
Храм Преображения Господня — католический храм в городе Красноярске. Принадлежит к красноярскому деканату Епархии Святого Иосифа с центром в Иркутске, возглавляемой епископом Кириллом Климовичем. Адрес — ул. Декабристов, д. 20. Одновременно в храме находится органный зал  — концертный зал органной и камерной музыки.

## История
Красноярский католический приход был учрежден по распоряжению администратора Могилевской архиепархии от 1 августа 1836 года за № 2016.
В 1855 году Томская Духовная Консистория дала разрешение на постройку «нового здания для помещения Римско-Католической церкви» на Благовещенской улице в Красноярске.
Первое здание Римско-католического храма было построено в 1857 году. Оно было деревянным. Снаружи здание церкви было оштукатурено и выбелено известью; изнутри выкрашено белой краской, на хорах был установлен орган «Меллодикон».
К концу XIX века здание значительно обветшало. В начале XX века прихожане церкви приняли решение построить каменное здание. Проект выполнил губернский инженер В. И. Павлов.
В декабре 1902 года губернское строительное отделение утвердило проект строительства нового каменного храма в Красноярске.
Сбор средств на строительство храма был начат в 1904 году и проходил во многих западных районах страны и по всей Енисейской губернии. К 1 июля 1906 года было собрано 8865 рублей 13 копеек.
4 июля 1908 году был утверждён проект храма. 20 июля 1908 года началось строительство «каменного римско-католического храма во имя Преображения Господня». Для нового здания был выделен участок по Батальонному переулку (ныне переулок Декабристов). Участок принадлежал почётной гражданке г. Красноярск Е. П. Кузнецовой — дочери Кузнецова П. И. В марте 1905 года прихожане купили этот участок площадью 711 кв. сажень за 4914 рублей.
Размеры церкви, рассчитанной на тысячу человек, составляли «в длину около 13 саженей, в ширину от 6 до 8 саженей». На церковном дворе было сооружено большое деревянное здание, предназначавшееся для квартир священнослужителей, приходской школы, канцелярии и других служб.
Строительство было поручено архитектору В. А. Соколовскому, который также был католиком.
Строительство завершилось к 1910 году, а окончательная отделка церкви закончилась осенью 1911 года.

## Современность храма Преображения Господня
В 1922 году здание храма было национализировано, а затем отдано католической общине в аренду.
3 марта 1936 г. появилось постановление крайисполкома под номером 2468: «1) Договор на пользование молитвенным и культовым зданием расторгнуть. 2) Передать здание для размещения объектов культуры». После этого в здании размещался радиокомитет, а позднее студия звукозаписи радио и телевидения.
В 1982 году в храме установили орган. В здании был открыт органный зал красноярской филармонии.
В начале 1993 г. католической общине было разрешено проводить службы в здании храма. В здании храма продолжает работать органный зал красноярской филармонии. 

## Органный зал (реконструкция)
В рамках движения «Превратим Сибирь в край высокой культуры!» в 1979–1980 годах началась капитальная реконструкция Органного зала. И после окончания работ, 20 сентября 1982 года открылся Зал органной и камерной музыки Красноярской филармонии. В первом концерте приняли участие солист Красноярского государственного театра оперы и балета, народный артист России Владимир Ефимов (баритон) и камерный состав симфонического оркестра Красноярской филармонии под управлением народного артиста России Ивана Шпиллера.  
Через год на сцене зала появился концертный духовой орган, построенный фирмой «Rieger-Kloss» (ЧССР, г. Крнов).Чешские мастера изготовили  инструмент с учётом параметров зала; стоимость органа составляла тогда порядка 700 тысяч долларов США. Возможности нового инструмента 16 декабря 1983 года продемонстрировал публике прославленный отечественный органист, народный артист России Гарри Гродберг.  
Орган «Rieger-Kloss» имеет свыше 2000 труб, 30 регистров, 3 мануала, педаль. Игровая (клавишная) трактура — электромеханическая, регистровая трактура — электрическая. Длина самой большой трубы почти 5 метров, диаметр самой маленькой трубы — несколько миллиметров. В Красноярском крае это единственный духовой орган. Универсальная звуковая концепция инструмента позволяет исполнять практически весь органный репертуар от ранних образцов нотной записи до сложнейших современных партитур.  
За прошедшие годы дважды — в 1999 и 2019 гг. — с органом успешно проводились ремонтно-профилактические работы под руководством известного органиста и органного мастера, заслуженного деятеля искусств России, профессора, доктора искусствоведения Сергея Будкеева. 
«Орган зала неслучайно назван журналом «Огонёк» (см. ноябрь, 1996) по результатам экспертного опроса среди десяти лучших в России. От себя могу уточнить, что среди чешских органов этот (наряду с калининградским) в нашей стране действительно один из лучших» (заслуженный артист России, профессор Даниэль Зарецкий, 4 декабря 1996 года).